# Petrozavodsk

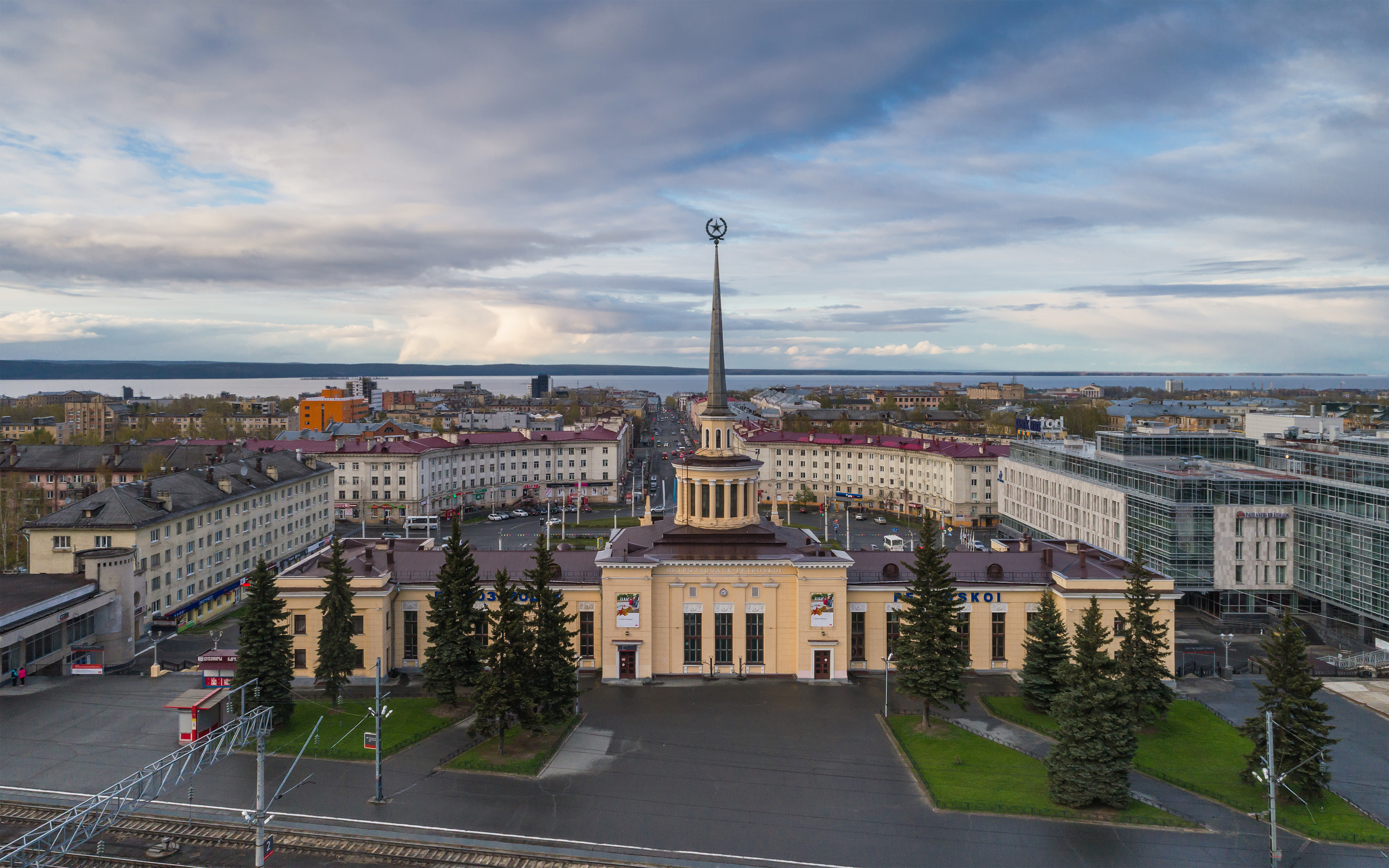
Petrozavodsks järnvägsstation.

Petrozavodsk (ryska: Петрозаво́дск, svenska även Petroskoj, finska, vepsiska och karelska Petroskoi, 1941–1944 Äänislinna som en översättning av det gamla svenska namnet Onegaborg) är huvudstad i Karelska republiken inom Ryska Federationen. Staden ligger vid sjön Onegas västra strand och har cirka 275 000 invånare. Den är en kulturellt livlig stad med teatrar, institut och universitet. Stadens skyltar är textade på ryska och delvis på finska, även om det vid sidan av finska även talas karelska. Industriellt produceras båtar, traktorer, maskiner, kläder och skor.

## Historia

### Petrozavodsks äldsta historia
Staden grundades 1703 som ett järnbruk och har haft stadsrättigheter sedan den 21 mars 1777, de senare givna av Katarina den stora. Petrozavodsks bruk tillkom på Peter den stores befallning den 23 augusti 1703, då han bestämde att ett kanon- och järngjuteri skulle uppföras vid mynningen av den forsande floden Lohojoki (ry. Lososinka). Trots att de lokala myrmalmerna var fattiga på järn och dess utvinning var mycket arbetsam, fanns det en fördel att anlägga gjuteriet här. Det låg nära den svenska krigsskådeplatsen i Ingermanland och Karelen, som tsaren tänkte erövra för att grunda sin nya huvudstad Sankt Petersburg vid Finska viken. Den ryska armén och den nya flottan behövde mycket vapen till sin upprustning. I Petrozavodsk tillverkades bland annat kanonkulor och kanoner, samt smiddes värjor, musköter och ankare. Stadsvapnet pryds därför sedan 1781 av tre järnhammare och två malmletarrankor, fyra år efter att Petrozavodsk hade fått sina stadsrättigheter. Snart därefter blev staden ett administrativt centrum för ett guvernement. Under denna tid fanns det endast 375 trä- och 6 stenhus som sträckte ut sig i två verster, såsom den kände ryske resenären Ozeretskovskij skrev vid ett besök.

### Mellankrigstiden
Efter ryska revolutionen, främst på 1920-talet och i början av 1930-talet, kom många utländska kommunister till Petrozavodsk med omnejd, för att skapa ett nytt socialistiskt samhälle i Karelen. Större delen var finländare, direkt från Finland eller via USA eller Kanada, beroende på Karelens finskspråkighet. Svenskan Signe Kaskela har i boken Under Stalins diktatur skrivit om dessa immigranter, då hon själv tillhörde gruppen Kirunasvenskarna, av vilka de flesta försvann under Stalins utrensningar. Masshäktningarna inleddes i Petrozavodsk 1937. I samma veva försvann den finska tidningen Punainen Karjala (Det röda Karelen) som hade varit språkröret för finska och karelska läsare i Petrozavodsk. Inte bara tidningen förbjöds utan även det finska språket var förbjudet.

### Ockuperat av finländska trupper

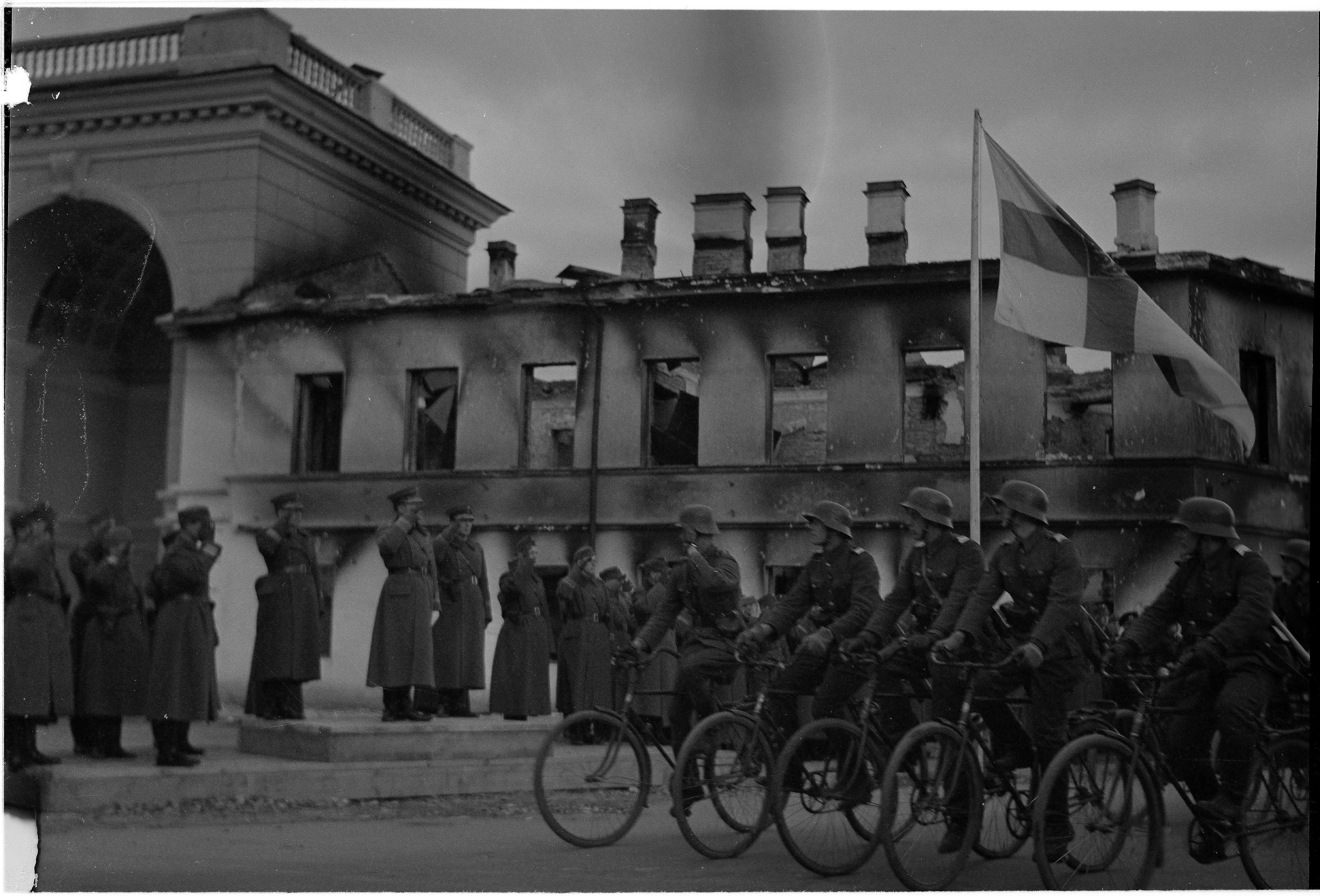
Finländska trupper i Petrozavodsk 1941.

Under fortsättningskrigets inledning, 1 oktober 1941 erövrade finländska trupper Petrozavodsk. Stadens namn ändrades till Äänislinna (Onegaborg) och sovjetrepublikens minnesmärken togs bort från staden. Namnet Äänislinna är en översättning från Abraham Ortelius karta anno 1592, där Onegaborg stod som namn på bosättningsorten på platsen av den blivande staden. Man bestämde även att Öst-Karelen inte skulle införlivas med resten av Finland, utan istället skulle skötas av en militärförvaltning och således skapades den Öst-Karelska militärförvaltningen. Under sin närvaro i Äänislinna flyttade finländarna bland annat Lenins staty från centrala staden till en undanskymd plats och placerade en finländsk fältkanon i dess ställe.
Den sovjetiska förvaltningen i Öst-Karelen hann evakuera större delen av befolkningen, och av de som blev kvar var knappt hälften på något sätt av finsk härkomst. Den ryska befolkningen som blev kvar fick sin rörlighet delvis begränsad och diverse restriktioner infördes i Öst-Karelen för hela befolkningen. De som var av rysk härkomst och som bodde närmast frontlinjen internerades i transitläger av den finska militärförvaltningen. De rysktalande Petrozavodskborna fördes till ett i staden uppfört interneringsläger som öppnades 24 oktober 1941. Interneringslägren i bland annat Äänislinna var gamla sovjetiska arbetsläger och också i princip avspärrade stadsdelar som omgärdades av taggtrådsstängsel. Förhållandena var svåra i de finska interneringslägren, men förbättrades gradvis. Röda Korset och journalister från bland annat Dagens Nyheter och Svenska Dagbladet gjorde flera inspektionsresor till Öst-Karelen och lägren som publicerades i tidningarna.
Staden var i finländska händer i knappt tre år, då det återerövrades av Röda armén 28 juni 1944 efter att den finska försvarsmakten evakuerat staden och närliggande kommuner dagen innan. Före det finländska tillbakadragandet delade finländska armén ut mat till lokalbefolkningen som skulle räcka i två veckor, en i krigshistorien ovanlig handling. Man ställde även de otaliga förråd som man inte kunde/hann evakuera tillbaka till Finland till de förbipasserande trupperna och civilbefolkningens förfogande (linneförråd, matförråd, underklädesförråd m.m.). Drivmedelslagren som inte kunde evakueras i tid sattes i brand.

## Övrigt
- Karjalan Sanomat (Karelens nyheter översatt till svenska) utkommer två gånger i veckan, som den enda finskspråkiga tidningen i Petrozavodsk. Tidningen grundades 1920 och dess nuvarande format är 8 A3-sidor.

## Vänorter
Petrozavodsk har följande vänorter:
- La Rochelle, Nouvelle-Aquitaine, Frankrike (sedan 1973)
- Varkaus, Norra Savolax, Finland (sedan 1975)
- Umeå, Västerbotten, Sverige (sedan 1976)
- Neubrandenburg, Mecklenburg-Vorpommern, Tyskland (sedan 1983)
- Duluth, Minnesota, USA (sedan 1987)
- Tübingen, Baden-Württemberg, Tyskland (sedan 1989)
- Mo i Rana, Nordland, Norge (sedan 1992)
- Joensuu, Norra Karelen, Finland (sedan 1994)
- Brest, Brests voblast, Vitryssland (sedan 2002)
- Mykolajiv, Mykolajiv oblast, Ukraina (sedan 2002)
- Etjmiadzin, Armavir marz, Armenien (sedan 2004)
- Alytus, Alytus provins, Litauen (sedan 2007)